# Castillo de Faro
El Castillo de Faro, también conocido como Fábrica da Cerveza, está situado frente a la plaza de São Francisco, en la ciudad de Faro, en el Distrito de Faro, en Portugal. Sus restos están integrados en las murallas de Faro.

## Historia
Se cree que las murallas de Faro son anteriores a la  invasión romana de la península ibérica, reconstruidas siglos más tarde en la época de la  invasión musulmana de la península ibérica.
El castillo habría sido construido a partir de 1249, en el contexto de la llamada Reconquista de la península ibérica, sobre la alcáçova musulmana, siendo el último reducto del sistema defensivo de la Ciudad Vieja de Faro (la llamada "Vila-Adentro").
Las defensas de la ciudad fueron gravemente dañadas por la invasión de Robert Devereux, II Conde de Essex (1596). Tras la reparación de las defensas, se añade un revellin al castillo.
En la época de la Casa de Habsburgo, en 1621 comienza la construcción de las casas del Lord Capitán y del Lord Alcalde.
Más tarde, en el contexto de la Guerra de Restauración, el castillo y las murallas fueron remodelados y adaptados para el uso de la entonces moderna artillería (1644).
En el siglo XVIII, las dependencias del antiguo castillo sirvieron de cuartel para el Regimento de Artilharia do Reino do Algarve.
Tras la pérdida de su función militar, a finales del siglo XIX, el castillo fue alquilado a una empresa privada, que lo convirtió en una fábrica de alcohol. En 1931, se instaló una fábrica perteneciente a la Compañía Productora de Malta y Cerveza Portugália. Para albergarla, el edificio sufrió nuevas reformas en altura, entre 1935 y 1940.
En 1999 el Ayuntamiento de Faro adquirió la parte del castillo que fue adaptada a la fábrica.

## Características

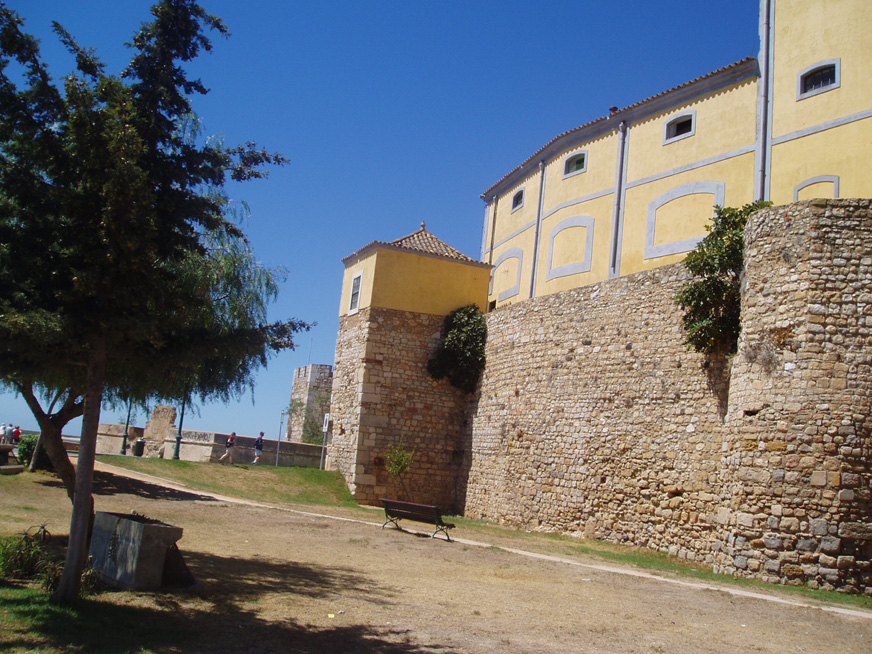
Castillo y murallas de Faro.

Integrado en las murallas, el castillo tenía tres puertas: dos con conexión al mar (la "Porta do Mar" y la "Porta do Socorro") y la tercera a la Vila-Adentro.
De las sucesivas restauraciones que sufrió, destaca la que tuvo lugar a partir de 1596, en la que sufrió profundos cambios, al ser adaptada para el uso de artillería. En esa época se le adosó un revellín, una fortificación exterior abaluartada, de planta triangular, con la función de proteger una cortina.
En el siglo XVIII, con la instalación del Regimiento de Artillería del Reino del Algarve, se construyó en su interior un cuartel para las tropas.
En el siglo XIX, ocupado por particulares, comenzaron a instalarse industrias dentro del perímetro amurallado. La instalación de la fábrica de cerveza, en 1931, lo amplió en altura.